# 3183 Францкайзер
3183 Францкайзер (3183 Franzkaiser) — астероїд головного поясу, відкритий 2 серпня 1949 року.
Тіссеранів параметр щодо Юпітера — 3,183.